# Въстание (2002)
Въстание (на английски: Insurrextion) е третото годишно pay-per-view събитие от поредицата Въстание, продуцирано от Световната федерация по кеч (WWF). Събитието се провежда на 4 май 2002 г. в Лондон, Англия. PPV-то е ексклузивно за Великобритания.
В допълнение, Скот Хол и Кърт Хениг са уволнени след събитието, заради участието им в поредица от инциденти при обратния полет до Съединените щати, наричани „пътуване със самолет от ада“, докато Златен прах и Рик Флеър също са порицани от компанията за участието им в други пререкания по време на полета.

## Резултати
| №                                                                        | Резултати                                                                          | Правила                                                | Време |
| ------------------------------------------------------------------------ | ---------------------------------------------------------------------------------- | ------------------------------------------------------ | ----- |
| 1Т                                                                       | Мистър Пърфект побеждава Златен прах                                               | Индивидуален мач                                       | -     |
| 2                                                                        | Роб Ван Дам поб. Еди Гереро (ш) чрез дисквалификация                               | Индивидуален мач за Интерконтиненталната титла на WWF  | 11:24 |
| 3                                                                        | Жаклин и Триш Стратъс поб. Джаз и Моли Холи                                        | Отборен мач                                            | 7:43  |
| 4                                                                        | Екс Пак поб. Брадшоу                                                               | Индивидуален мач                                       | 8:49  |
| 5                                                                        | Букър Ти поб. Стивън Ричардс (ш)                                                   | Хардкор мач за Хардкор титлата на WWF                  | 9:50  |
| 6                                                                        | Харди бойз (Джеф Харди и Мат Харди) поб. Брок Леснар и Шон Стейсиак (с Пол Хеймън) | Отборен мач                                            | 6:42  |
| 7                                                                        | Спайк Дъдли (ш) поб. Уилям Ригъл                                                   | Индивидуален мач за Европейската титла на WWF          | 4:56  |
| 8                                                                        | Ледения Стив Остин поб. Грамадата                                                  | Индивидуален мач с Рик Флеър като специален гост съдия | 15:00 |
| 9                                                                        | Трите Хикса поб. Гробаря                                                           | Индивидуален мач                                       | 14:31 |
| - (ш) – указва шампиона/шампионите в мача - Т – показва, че мача е тъмен |                                                                                    |                                                        |       |